# Kościół Jezusa Żyjącego w Lidzbarku
Kościół ewangelicko-augsburski Jezusa Żyjącego w Lidzbarku - jeden z kościołów lidzbarskich, usytuowany na wzgórzu zwanym Górką, gdzie we wczesnym średniowieczu znajdowało się grodzisko słowiańskie. Obecnie jest to kościół filialny parafii ewangelicko-augsburskiej w Działdowie.
Został on wzniesiony w latach 1828-1829 równocześnie z domem kancelaryjnym. Jest to budynek z cegły, otynkowany, na rzucie prostokąta, z dachem dwuspadowym, krytym dachówką. Przy jego południowej elewacji wznosi się dwukondygnacyjna, czworoboczna wieża zakończona ostrosłupowym dachem krytym blachą. W elewacji wschodniej i zachodniej znajdują się półkoliście zamknięte otwory okienne. Elewacja południowa zamknięta jest trójkątnym szczytem z trzema półkoliście zakończonymi oknami. Nad wejściem znajduje się napis: "Dom Boży". W 1967 r. kościół został wpisany do rejestru zabytków.